# التوقيع داخل الخلية (كتاب)
التوقيع داخل الخلية: الحمض النووي دليل على التصميم الذكي (بالإنجليزية: Signature in the Cell: DNA and the Evidence for Intelligent Design)‏ كتاب صدر عام 2009م حول نظرية التصميم الذكي من قبل الفيلسوف والمدافع عن التصميم الذكي ستيفن ماير. قوبل الكتاب باستقبال جيد من قبل بعض المجتمعات المحافظة والتصميمية الذكية والمجتمعات الإنجيلية، لكن العديد من المراجعين التطوريين الآخرين كتبوا أن ادعاءات ماير غير صحيحة.

## ملخص
وفقًا لماير تسعى العلوم التاريخية إلى تحديد الأسباب السابقة للأحداث باستخدام ثلاثة معايير: الأول: وجود سبب مقترح، الثاني: أن الأدلة المستقلة تثبت أن السبب المقترح يمكن أن ينتج بالفعل هذا الحدث، الثالث: أنه يوجد حالة من عدم وجود أدلة على الأسباب المحتملة الأخرى. في رأيه كان أول شكل من أشكال الحياة هو وجود نظام يعمل على التكاثر الذاتي للبروتين من الحمض النووي والبروتينات، وعلى هذا النحو نشأ نظام غني بالمعلومات. يعتقد ماير أن التطور الكيميائي والفرصة والضرورة الكيميائية لم تثبت قدرتها على إنتاج أنظمة غنية بالمعلومات، وبالتالي فإن التصميم الذكي هو أفضل تفسير لظهور الحياة على هذا الكوكب. يعتقد ماير أن العقل المصمم هو الله الذي وصفه الدين المسيحي. وهو يعترف بأن هذا قد يؤثر على الدوافع وراء نظريته.

## استقبال
تم استقبال الكتاب بشكل جيد من قبل البعض في المجتمعات المحافظة والتصميمية الذكية والمجتمعات الإنجيلية. ولم يتم مراجعتها من قبل المجلات العلمية أو المجلات العلمية الشعبية.
قدم الفيلسوف توماس ناغل الكتاب إلى ملحق «كتب العام 2009» لصحيفة التايمز، وكتب فيه أن كتاب التوقيع داخل الخلية: هو سرد مفصل لمشكلة كيف نشأت الحياة من مادة هامدة، شيء كان يجب أن يحدث قبل أن تبدأ عملية التطور البيولوجي... ماير مسيحي، لكن الملحدين والذين يؤمنون أن الله لا يتدخل أبدًا في العالم الطبيعي سيتم توجيههم من خلال عرضه الدقيق لهذه المشكلة الصعبة الشنيعة.
أجاب ستيفن فليتشر الكيميائي في جامعة لوبورو في ملحق التايمز الأدبي أن ناجيل كان "يروج للكتاب باستخدام عبارات غير صحيحة في الواقع". أوضح فليتشر أن "الانتقاء الطبيعي هو في الواقع عملية كيميائية وكذلك عملية بيولوجية، وكانت تعمل لمدة حوالي نصف مليار سنة قبل ظهور أشكال الحياة الخلوية الأولى في السجل الأحفوري. في منشور آخر كتب فليتشر: أخشى أن الواقع قد تفوقت على كتاب ماير وأسبابه المعيبة "في الإشارة إلى المشكلات العلمية مع عمل ماير من خلال الإشارة إلى كيفية بقاء الحمض النووي الريبي" RNA "وتطوره إلى مصنعنا لإنتاج البروتينات البشرية، وما زال يصنع أصابعنا وأصابع قدميّنا".
قام داريل فولك الرئيس المشارك لمؤسسة بيولوجوس وأستاذ علم الأحياء بجامعة بوينت لوما نازارين بمراجعة الكتاب واستخدامه كمثال على سبب عدم دعمه لحركة التصميم الذكي. كتب فالك أن العديد من ادعاءات ماير مثل «لم يتم تطوير أي جزيء من الحمض النووي الريبي على الإطلاق في أنبوب اختبار يمكن أن يفعل أكثر من ربط عنصري بناء معًا» و«الشرطين المختلفين لصنع اثنين من لبنات البناء الرئيسية التي تميز جزيء الحمض النووي الريبي غير متوافق»، قد ثبت خطأه بعد وقت قصير من نشر كتاب ماير. كان فالك ينتقد إعلان ماير للعلماء، مثل قوله أن ميخائيل لونش مخطئ دون أن يقوم ماير بإجراء أي تجارب لقابلية دحض العمل القائم في هذا المجال. كتب فالك: «من المفترض أن يكون الكتاب كتابًا علميًا، ويُزعم أن حركة معرف الهوية هي حركة علمية في المقام الأول وليس بشكل أساسي حركة فلسفية أو دينية أو حتى شعبية. خلص فولك إلى أنه:» إذا كان هدف الكتاب هو إظهار أن حركة التصميم الذكي على أنها حركة علمية فإنها لم تنجح. في الحقيقة ما نجحت في إظهاره هو أنها حركة شعبية ترتكز أساسًا على الآمال وأحلام أولئك في الفلسفة في الدين، وخاصة في الجمهور العام. في عام 2010 نشرت مؤسسة بيولوجوس استجابة ماير لفالك، حيث قام بنقد الرد، وقال بعدم وجود أي دليل من فالك على أن فرضية كتابه خاطئة.
نشرت جمعية الانتماء العلمي الأمريكي وهي منظمة مسيحية للعلماء وغيرهم، تحليلاً مفصلاً لتأكيدات الكتاب من قبل المدير التنفيذي الفيزيائي راندال إسحاق. خلص إلى أنه "من الجدير بالثناء أن ماير اتخذ الخطوة لاستكشاف التنبؤات التي من شأنها أن تجعل معرف الهوية هو محور البحث الحقيقي. التنبؤات التي يمكن اختبارها هي جزء حيوي من العملية العلمية. لكن مجرد التنبؤ لا يكفي للإشارة إلى العلم بقابلة الحياة. المنجمين وعلماء الأحياء يمكن أن بقوموا أيضًا بالتنبؤات وأحيانًا تكون صحيحة، ويجب أن تستند التنبؤات أيضًا إلى عوامل سببية مفهومة بشكل مستقل عن وجودها، ويمكن التحقق من كفايتها بشكل مستقل، ويجب أن تفرق التنبؤات بوضوح بين الفرضيات المتنافسة، ومن المؤسف أن هذه المجموعة من عشرات التوقعات ضعيفة للغاية من جميع النواحي، ومن غير المرجح أن تحدث أي فرق في النقاش، حيث لا تميل إلى أن تكون نهائية من حيث التمييز بين المعرف أو غير المعرف، وستوسع المناقشة فقط.
كتب ستيف ماثيسون عالم الأحياء التطوري في كلية كالفين (مؤسسة للكنيسة المسيحية الإصلاحية) تحليلًا ينتقد الكتاب، في منشور على مدونة بصمة الباندا. أما العالم ريتشارد هوبي فقد خلص إلى أن الكتاب فشل في إثبات وجود هوية قوية. نشر معهد ديسكفري مجموعة من الردود على النقاد قام بتحريرها ديفيد كلينجوفر.

## وصلات خارجية
- كتاب التوقيع داخل الخلية (باللإنجليزية)